# ميلوديا المورفين
ميلوديا المورفين (بالإنجليزية: The Morphine Melody، بالفرنسية: La Mélodie De La Morphine) هو فيلم دراما مغربي إكتمل إنتاجه عام 2019، من تأليف وإخراج هشام أمال. يحكي الفيلم قصة سعيد الطاير، عازف كمان ومؤلف موسيقي ناجح،
يفقد ذاكرته إثر تعرّضه إلى حادث سير. مع الوقت، يبدأ تدريجيا باستعادة ذاكرتة، وتعود حياته إلى وضعها الطبيعي. غير أنه يكتشف، بعد بضعة أيام، أنه لم يعد يتذكر كيف يؤلف الموسيقى...

## الملخص
«سعيد الطاير»، عازف كمان بموهبة فريدة وصيت كبير، إستطاع أن يبني لنفسه نجاحا جماهيريا ونقديا بفضل الميلوديا التي يؤلفها، وأصبح في وقت قصير، من أهم الموسيقيين في وطنه. يلتقي سعيد ب«نوال»، مغنية مغمورة لا ينقصها الطموح، ثم يساعدها على بلوغ القمة في عالم الغناء، بفضل الموسيقى التي كان يؤلفها لها. بعد ذلك، تصبح نوال زوجته وحب حياته.
لكن قصة نجاحه المبهرة تعرف نهايتها في اليوم الذي كان فيه سعيد ضحية لحادثة سير.
بسبب إصابته في الرأس، يفقد سعيد الذاكرة لمدة مؤقتة، إستطاع بعدها أن يستعيد ذكرياته تدريجيا. في النهاية، إسترجع كل قواه وعادت حياته لسيرها الطبيعي. بعد بضعة أيام، ينظم سعيد مع زوجته نوال حفلة كبيرة في منزله للإحتفال بشفائه. في تلك الليلة، يتلقى زيارة من ممثل لشركة إعلانات كبيرة تود العمل معه على «جنغل» (Jingle) لحملة إشهارية خاصة ب«نوكيدامينفين»، دواء صيدلي سيتم طرحه في الأسواق.  الدواء هو مورفين.
يعمل سعيد على الميلوديا لعدة أيام دون أن ينجح في كتابة نوتة واحدة. يندهش عندما يكتشف صعوبة المهمة رغم أن كتابة الجنغل هي عمل بسيط جدا مقارنة بالموسيقى التي يكتب وبموهبته الكبيرة. يستمر في البحث عن الميلوديا لمدة أسابيع، إلى أن يكتشف أنه لم يعد يعرف كيف يكتب الموسيقى، وأنه فقد موهبته بعد حادثة السير.
بعد أن أصبح عاجزا عن كتابة الموسيقى، يرى سعيد حياته تسقط نحو الهاوية. يصبح مفلسا ويفقد منزله. زوجته «نوال» تتركه وتطلب الطلاق.
ينتقل رشيد للعيش في غرفة حقيرة تحت الأرض. يبدأ حياة جديدة مليئة بالخيبة والفشل. لكنه لا يفقد أبدا الأمل في إسترجاع موهبته في تأليف الموسيقى. في تلك الغرفة، سيبدأ «سعيد الطاير» مغامرات جديدة سيحاول فيها كل شئ ممكن لإستعادة وَحْيِهِ الإبداعي وقدرته على تأليف ميلوديات جديدة.
مغامرات ستقوده لإكتشاف أشياء كثيرة عن ذاته كان يجهلها..

## الممثلون
- هشام بهلول: في دور «سعيد الطاير».
- ياسمينة بناني: في دور «نوال».
- حسن بديدة: في دور «الأب».
- محمد الشوبي: في دور «الطبيب».
- عبد الله بنسعيد: في دور " Bob/K.".
- محمد بوسالم: في دور «قاسم مصطفى».
- نرجس الحلاق: في دور «بائعة المخدرات»
- زكريا عاطفي: في دور «الدجال».
- فاطمة إفريقي: في دور «الصحفية».
- حميد نجاح: في دور «وكيل الأعمال».
- جواد صغور: في دور «وكيل الأعمال».

## فريق العمل
- المخرج: هشام أمال
- السيناريست: هشام أمال
- المنتج: هشام أمال
- مدير التصوير: كريستوف لاري – أحمد بوتكابة.
- مونتاج: هشام أمال
- الصوت: رشيد أكديد – أحمد فايق
- الديكور: ابراهيم باطا – مصطفى أوبلا
- الملابس: مصطفى المحمدي – إدريس المحمدي
- ماكياج: إيمان نهني.

## الإنتاج
إنتاج «ميلوديا المورفين» تم عبر مجموعة من المراحل. في الأصل، العمل كان شريطا قصيرا. في هذا الشكل، عُرض الفيلم في المسابقة الرسمية لمهرجان دبي السينمائي الدولي (المُهر العربي القصير).
بعد مشاركة الفيلم الوحيدة، بصيغته القصيرة، في مهرجان دبي، قرر المخرج والمنتج هشام أمال الإستمرار في تطوير قصة العمل وتحويله لشريط طويل، وتم تصوير مشاهد جديدة في مدينة أكادير والدار البيضاء.  النسخة الأولى من «ميلوديا المورفين» عُرِضت في
مجموعة من المهرجانات الدولية، وحصد جائزتين في المهرجان الوطني للفيلم بطنجة (جائزة العمل الأول وجائزة المونطاج). لكن هذه النسخة كانت غير مكتملة بسبب عدم جاهزية الممثل الرئيسي للعمل، الفنان هشام بهلول، لإستكمال بعض المشاهد وتسجيل صوت الراوي الذي يمثل أكثر من %70 من مدة الفيلم، بعض تعرضه لحادث سير خطير أجبره على التوقف عن مزاولة مهنة التمثيل لمدة طويلة.
في نهاية سنة 2018، سجّل هشام بهلول الصيغة النهائية لصوت الراوي الخاصة بالنسخة الأخيرة ل«ميلوديا المورفين». أُنْتِج في مُجملها 39 ساعة من النصوص المقروءة. الإشتغال على المونتاج الصوتي للنسخة النهائية دام ستة أشهر وتم الإنتهاء منه في شهر يونيو 2019. العرض الأول للنسخة النهائية كان خلالالدورة ال42 من مهرجان القاهرة السينمائي الدولي (مسابقة آفاق السينما العربية).

## وصلات خارجية
- ” ميلوديا المورفين”: ملامح رؤية سينمائية واعدة
- الفيلم المغربي «ميلوديا المورفين».. صورة مغايرة لاقتران الإبداع بالألم
- هشام أمل مخرج فيلم «ميلوديا المورفين»: تأثرت بحياة بوب مارلى وبيتهوفن